# Nomada thersites
Nomada thersites är en biart som beskrevs av Otto Schmiedeknecht 1882. Nomada thersites ingår i släktet gökbin, och familjen långtungebin. Inga underarter finns listade i Catalogue of Life.